# Tumpuk (Sawoo)
Tumpuk is een bestuurslaag in het regentschap Ponorogo van de provincie Oost-Java, Indonesië. Tumpuk telt 3746 inwoners (volkstelling 2010).